# نوواورسایوو
نوواورسایوو (به لاتین: Novoursayevo) یک منطقهٔ مسکونی در روسیه است که در باشقیرستان واقع شده‌است.